# Eudicella gralli
Eudicella gralli es un miembro de la familia de los escarabajos, en la subfamilia Cetoniinae conocida como escarabajos de las flores.
El color de su tegumento parece tener una calidad prismática, refractando la luz ambiental para dar al verde un tinte arcoíris. Esta especie de escarabajo de las flores vive en las selvas tropicales de África, donde se alimenta del néctar y el polen de las flores, pero es popular en el comercio de mascotas exóticas. Las larvas de este escarabajo viven en madera en descomposición, alimentándose de madera muerta y hojarasca. Los adultos alcanzan longitudes de 25 a 40 mm. Como en otras especies de este género, los machos tienen un cuerno en forma de Y, que usan para pelear por las hembras. Las hembras tienen un colmillo en forma de pala, que usan para excavar en madera. Durante su período de gestación cavan en la madera y ponen huevos. 

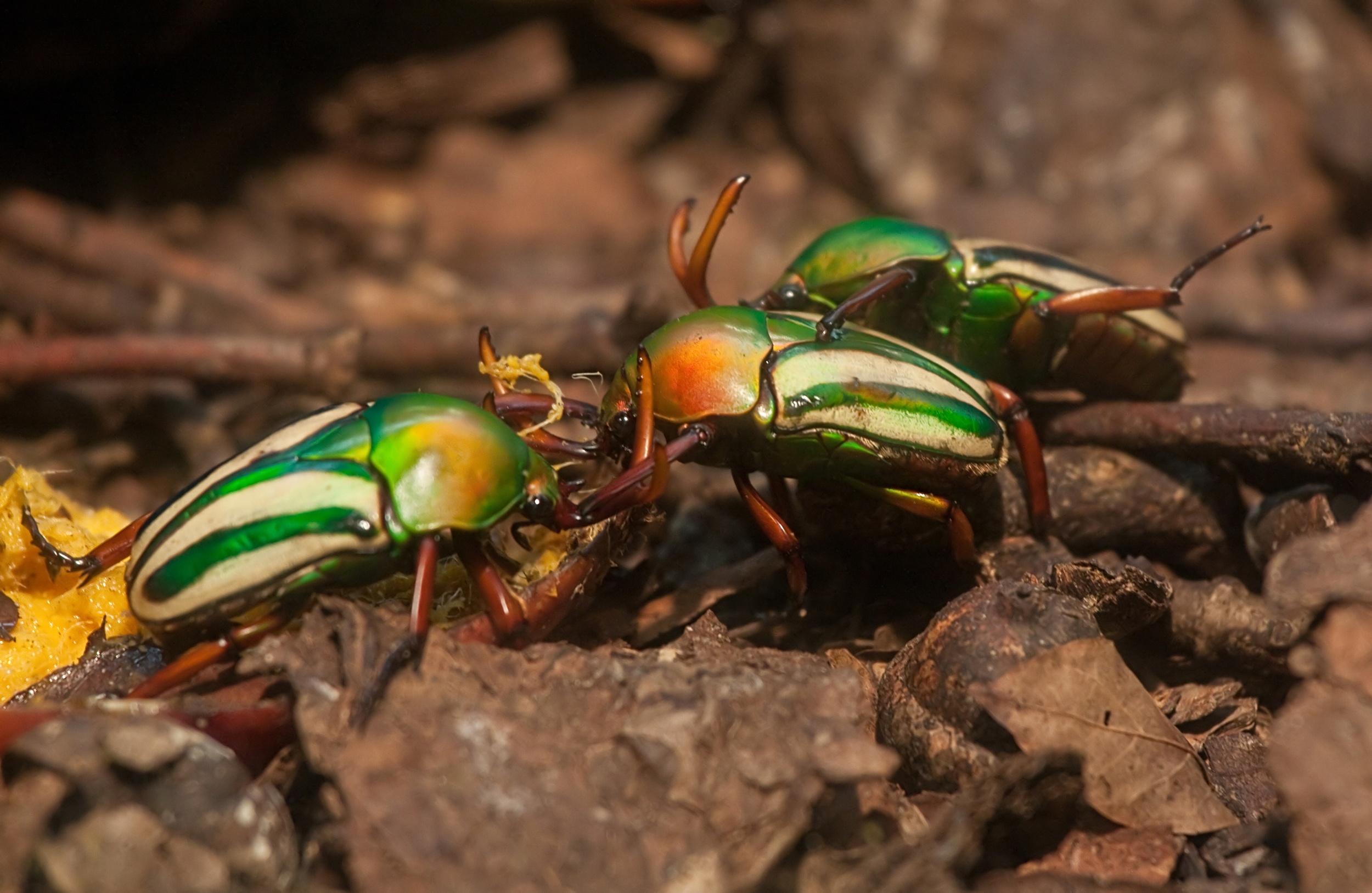
Machos E. gralli en combate, Jardín botánico y zoo de Cincinnati